# Aedes phaecasiatus
Aedes phaecasiatus är en tvåvingeart som beskrevs av E. Sydney Marks 1964. Aedes phaecasiatus ingår i släktet Aedes och familjen stickmyggor. Inga underarter finns listade i Catalogue of Life.